# Clepsis bracatana
Clepsis bracatana is een vlinder uit de familie van de bladrollers (Tortricidae). De wetenschappelijke naam van de soort is voor het eerst geldig gepubliceerd in 1894 door Rebel.